# Fensterbach
Fensterbach – miejscowość i gmina w Niemczech, w kraju związkowym Bawaria, w rejencji Górny Palatynat, w regionie Oberpfalz-Nord, w powiecie Schwandorf. Leży około 12 km na północny zachód od Schwandorfu, przy autostradzie A6, drodze B85 i linii kolejowej Norymberga – Schwandorf.

## Dzielnice
W skład gminy wchodzą następujące dzielnice: Dürnsricht, Freihöls, Högling, Jeding, Knölling, Wohlfest i Wolfring.

## Demografia
| Rok  | Liczba mieszk. |
| ---- | -------------- |
| 1970 | 1 931          |
| 1987 | 2 138          |
| 2000 | 2 352          |

## Oświata
(na 1999)

W gminie znajduje się 50 miejsc przedszkolnych (68 dzieci) oraz szkoła podstawowa (11 nauczycieli, 235 uczniów).